# Truls Rohk
Truls Rohk è un personaggio della serie di Shannara, creata dallo scrittore fantasy Terry Brooks. Compare nei romanzi La strega di Ilse, Il labirinto e L'ultima magia del ciclo del viaggio della Jerle Shannara.

## Caratteristiche
(Terry Brooks, La Strega di Ilse trad. di Riccardo Valla)
Truls Rohk è un mutaforma delle Terre dell'Est che accompagna la Jerle Shannara nella terra di Parkasia. Possiede grande agilità, una notevole capacità di utilizzare le arti magiche e, soprattutto, notevole istinto e capacità di sopravvivenza.

## Storia
La prima apparizione di Truls Rohk ne La Strega di Ilse, primo libro della trilogia Il viaggio della Jerle Shannara, avviene circa a metà romanzo. Bek Rowe e Quentin Leah, incaricati da Walker Boh di trovare lo stesso Truls, si addentrano nel Wolfsktaag, guidati dal nano Panax. Quando, attaccati da un gruppo di lupi, stanno per soccombere, Truls interviene per salvarli mettendo in fuga le bestie ferine.
Truls appare ai tre come una grossa figura sbrindellata, metà uomo e metà qualcos'altro, una figura che 
(Terry Brooks, La Strega di Ilse Trad. di Riccardo Valla)
Completamente coperto e incappucciato in un mantello, poco traspare, in tutto il romanzo delle sue caratteristiche fisiche.

Sotto il cappuccio non si riesce a scorgere alcun lineamento, se non, alla poca luce del fuoco, un flebile volto, 
(Terry Brooks, La Strega di Ilse Trad. di Riccardo Valla)
I suoi piedi e le sue mani, enormi, si muovevano come mazze di legno e il suo corpo, in continuo mutamento, era tutto muscoli e pelo ispido.
La sua postura e la sua imponenza, curva sotto il mantello, dava l'impressione che fosse sempre pronto a scattare: una posizione di allerta che non lo abbandonava mai, una posizione che gli permetteva di essere molto più veloce e scattante di qualunque altra creatura.
Per quanto Truls apparisse grande almeno quanto un Troll delle Rocce, si aveva l'impressione che sarebbe stato ancora più imponente se si fosse raddrizzato del tutto. Truls, durante tutto il racconto, non mancherà di rivelare un'acuta intelligenza e una capacità di prevedere gli eventi e di causarli fuori dal comune. La sua voce, sibilante e metallica, è perlopiù priva di sentimento ad eccezione di una sensazione di rabbia repressa, che si mostra anche quando sogghigna o esplode in maligne risate, caratteristica perlopiù intrinseca del personaggio.
Truls, comunque, non rivelerà subito la sua storia.
Per molto tempo, nel romanzo, si conoscerà solo la verità che il nano Panax racconterà a Bek e a Quentin. Secondo quanto conosciuto dal nano, Truls non è altro che un uomo tale e quale a loro. È figlio di cacciatori di pellicce, immigrati delle terre del Sud, che vivevano da qualche parte nelle montagne del Runne. All'età di dodici anni, però, mentre dormiva, la sua tenda prese fuoco e Truls vi rimase intrappolato all'interno: il fuoco lo ustionò talmente tanto da renderlo irriconoscibile.
Tuttavia, completamente sfigurato, riuscì a sopravvivere, ma appena fu abbastanza grande per farlo, lasciò la famiglia e andò a vivere da solo, nel Wolfsktaag, luogo in cui pensava che nessun altro essere della sua specie potesse trovare il coraggio di vivervi. Ma i dolori per le ustioni non lo abbandonarono mai e più volte fu costretto a recarsi dagli Stör, dove subì cure e riti di guarigione che funzionarono solo in parte. Nel Wolfsktaag però a Truls accadde qualcos'altro. Nel Wolfsktaag Truls trovò il modo di cambiare di forma, di prendere l'aspetto delle bestie e degli spiriti che vivevano in quei luoghi carichi di magia.
(Terry Brooks, La Strega di Ilse Trad. di Riccardo Valla)
Abbandonati in un primo tempo i compagni, ritroveremo Truls Rohk a bordo della Jerle Shannara, incuriosito dal Druido e dalla sua impresa, ma soprattutto incuriosito da quel Bek che aveva l'impressione di conoscere.
Invisibile ai più, amante della notte, Truls si rivela a Bek solo una volta atterrati su Mephitic, la terza isola custode di una delle chiavi. Nella notte Truls si mostra nuovamente a Bek e con parole cariche di mistero e di illusione, lo induce a seguirlo alla ricerca della chiave. È qui che Truls rivelerà al ragazzo e ai lettori la sua vera identità.
Il padre di Truls era un uomo delle Terre di Confine, battitore di piste nel Wolfsktaag. Un giorno, rimasto sommerso da una frana, viene tratto in salvo da uno spirito abitante di quei luoghi. È un mutaforma, una femmina, che spinta da irrefrenabile passione assume le forme umane e si accoppia con l'uomo delle Terre di Confine, per poi abbandonarlo senza lasciare alcuna traccia di sé.
In preda alla disperazione l'uomo inizia un'estenuante ricerca fino a trovare la creatura, due anni dopo, nei pressi di una fonte, con accanto il frutto della loro unione. Vedendo che comunque lo spirito non aveva intenzione di restare con l'uomo, questi estratto il coltello uccise la donna colpendola alle spalle ed iniziò un nuovo inseguimento alla ricerca del figlio, fuggito per l'orrore.
Ma quella creatura, quel bambino, era molto più forte e veloce del padre e quando questi crollò a terra sfinito, si avvicinò silenzioso e sfilatogli il coltello di mano lo uccise, seppellendo poi i due corpi assieme in un luogo che nessuno avrebbe mai trovato. Da quel giorno si rese conto di avere perso le uniche due persone che avesse mai avuto al mondo e fu costretto a vivere da solo nel Wolfsktaag, braccato dagli uomini e rinnegato dalle comunità dei mutaforma.
Truls diventa quindi la creatura che sarà nel romanzo, un misto di sogni e incubi, di realtà e apparenza, di illusione e magia, di malvagità e bontà; freddo come la notte, agile e veloce più di qualunque altra creatura, forte e tenace come l'acciaio: una fonte inesauribile di infinite risorse. Sarà infatti lui a rivelare a Bek di possedere il canto magico, a salvarlo e a guidarlo per tutto il racconto, a metterlo alla prova e ad istigarlo, per fargli conoscere la verità, punto di riferimento in ogni singolo fatto della sua storia.
(Terry Brooks, La Strega di Ilse Trad. di Riccardo Valla)
E fu infatti così: fu Truls Rohk a salvare Bek dal Morgawr e dai Mwellret, a salvarlo dalla sua casa in fiamme e a consegnarlo a Walker. E ancora una volta Truls sarà determinante delle terre di Castledown.
Al fianco di Bek inizierà una lunga fuga dalla Strega di Ilse e dal suo caullo, essere lupo da lei creato, salvando Bek più d'una volta. Poi accadrà qualcosa di imprevisto: ingannato dalla magia della Strega e braccato dal caullo, per Truls sembra essere finita.
(Terry Brooks, Il Labirinto Trad. di Riccardo Valla)
Invece la fine di Truls Rohk non era ancora giunta: salvando ancora una volta Bek a bordo della Black Moclips, Truls trascinerà nuovamente il ragazzo con sé, questa volta a parti invertite, a caccia di Grianne.
(Terry Brooks, Il Labirinto Trad. di Riccardo Valla)
Tra Truls e Bek, nonostante queste parole, si instaura un legame che va oltre l'amicizia e la lealtà, tanto forte che costringerà Truls a rivelare il suo vero volto a Bek. Con parole velenose Truls si strapperà il mantello e si mostrerà al ragazzo.
(Terry Brooks, La Strega di Ilse Trad. di Riccardo Valla)
Quando finalmente Truls, assieme a Bek, troverà Grianne in uno stato di trance e Walker in fin di vita, sarà costretto a dare la sua parola al Druido affinché riporti Grianne e il ragazzo sani e salvi nelle Quattro Terre. Truls risentirà però della morte del Druido e della sua promessa fatta e questo lo porterà a demolire piano piano l'amicizia con Bek: diventerà irritabile e intrattabile, costretto a correre dei rischi per una persona, Grianne, che avrebbe voluto vedere morta per sua mano. Tutto ciò accadrà fino a quando i tre non saranno nuovamente attaccati dal caullo.
La creatura, legata a Grianne dalla stessa magia che l'aveva creata, li braccherà per cercare vendetta, per riprendersi colei che l'aveva trasformata in quello stato. Truls, ormai stanco delle repressione dei propri istinti e conscio della pericolosità dell'animale, deciderà con parole dure di lasciare soli Bek e Grianne ora che sarebbero andati incontro al loro destino. Si allontanerà quindi da lui lasciandolo solo in balia del caullo che da lontano puntava i due umani. Ma nel momento stesso in cui il caullo sferrerà l'attacco con velocità accecante, Truls tornerà sulla sua decisione.
(Terry Brooks, La Strega di Ilse Trad. di Riccardo Valla)
Truls ucciderà il caullo strappandogli la testa, ma rimarrà ferito dagli artigli della bestia. Seppur i graffi saranno solamente superficiali, Truls inizierà ad ammalarsi, ad avere il respiro mozzato, a sentirsi lentamente debole e fiacco. Bek cercherà di aiutarlo portandolo a nord, per cercare le comunità di mutaforma che vivevano in quella zona. Ma una sera mentre erano accampati per riposarsi, Truls si sentirà male ed entrerà in uno stato febbrile dal quale non riuscirà più a comunicare con l'esterno. Quando Bek cercherà invano di chiamarlo, i mutaforma gli appariranno sotto forma di spiriti e vento e nuvole e chiederanno al ragazzo cosa fare del compagno di viaggio: se lasciarlo morire e porre fine alla sua esistenza oppure salvarlo, liberarlo della parte umana ed unirlo a loro, in una comunità di mutaforma, unito a loro in una cosa sola.
Bek deciderà di salvarlo e Truls porrà fine a tutto il suo dolore e troverà la pace, unito in tutto e per tutto ai suoi simili: finalmente troverà il suo posto in un mondo che lo avrebbe sempre rinnegato. Là dove Truls si accascerà per l'ultima volta, rimarranno solamente un mantello e alcune ossa malforme.
(Terry Brooks, La Strega di Ilse Trad. di Riccardo Valla)